# Dendropicos namaquus
El pito namaqua o pico barbudo (Dendropicos namaquus) es una especie de ave piciforme de la familia Picidae que vive en África.

## Distribución
Se encuentra en Angola, Botsuana, Chad, Etiopía, Kenia, Malaui, Mozambique, Namibia, República Centroafricana, República Democrática del Congo, Ruanda, Somalia, Sudáfrica, Sudán, Sudán del Sur, Suazilandia, Tanzania, Uganda, Zambia y Zimbabue.
Sus hábitats naturales son los bosques secos de planifolias, los bosques de ribera y las sabanas arboladas.